# Ringbaard

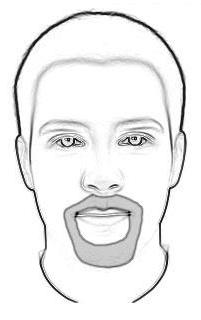
Schematische indruk van een ringbaard

Een ringbaard (of henriquatre) is gezichtsbeharing die in een ring rond de mond aanwezig is. De bakkebaarden en de beharing op de wangen zijn daarbij afgeschoren en de snor en de baard zijn geïntegreerd. Een ringbaard kan ook als aanloop dienen naar een (hoefijzer)snor, sik of een volle baard. Sommige mensen verwarren de ringbaard met de kabouterbaard.
De ringbaard wordt ook wel gekscherend pratende kut genoemd, een term die is gepopulariseerd door Youp van 't Hek.